# Holodictya maculata
Holodictya maculata är en insektsart som först beskrevs av William Lucas Distant 1878.  Holodictya maculata ingår i släktet Holodictya och familjen lyktstritar. Inga underarter finns listade i Catalogue of Life.